# Kusakowate (owady)

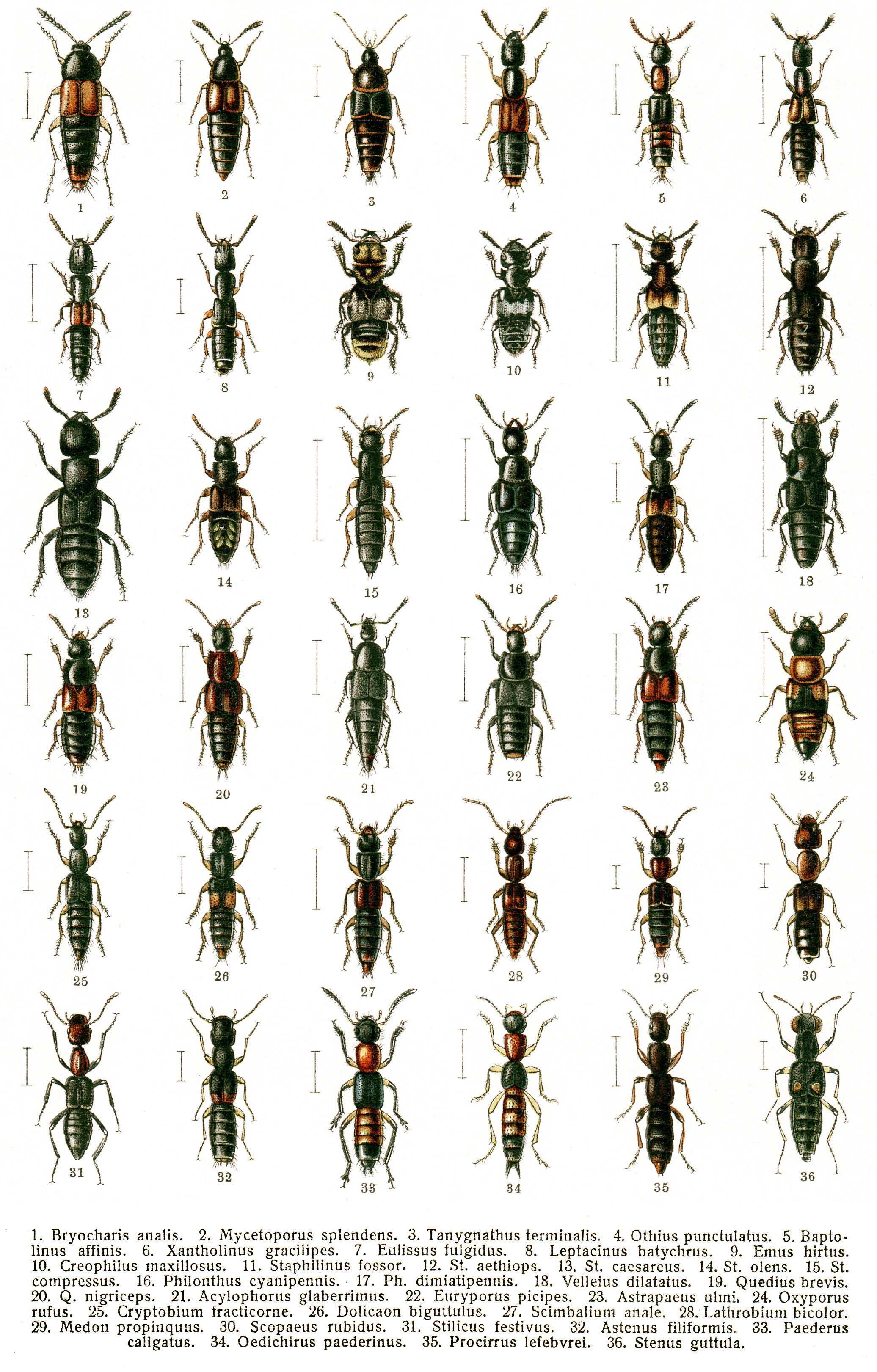
Tablica barwna z monografii Gregorija Jakobsona

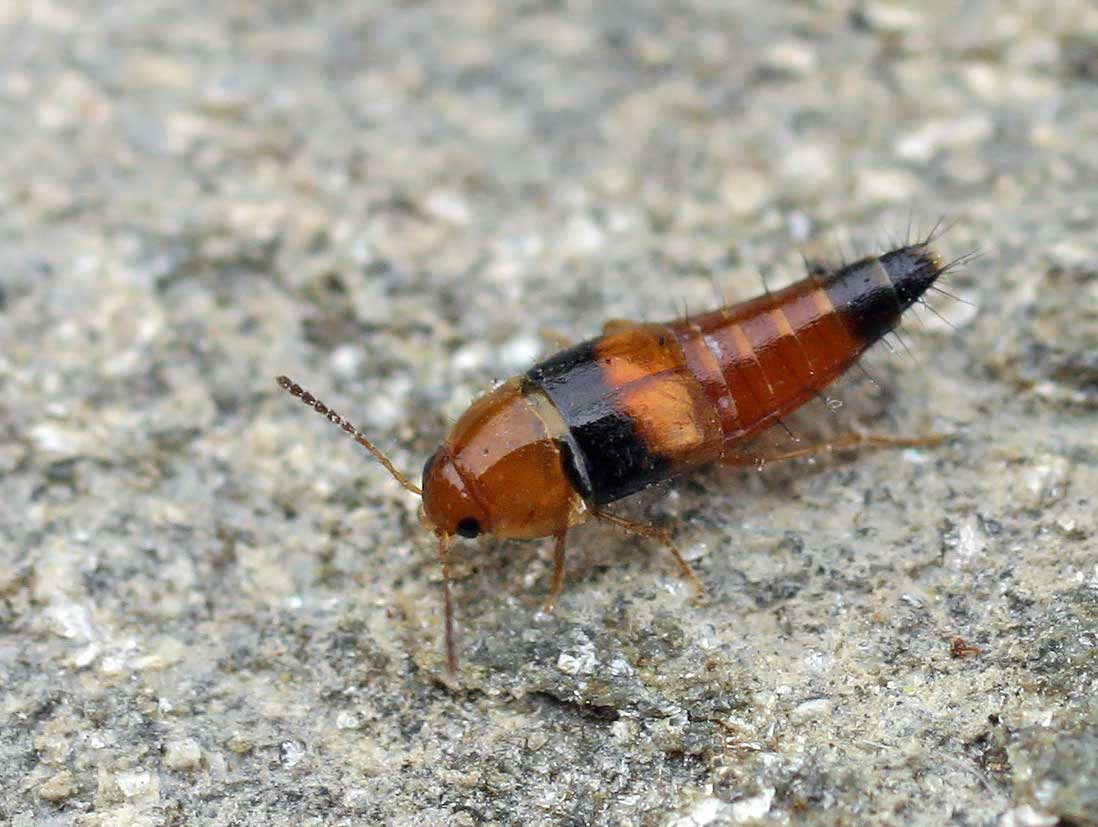
Skorogonek dwubarwny (Tachyporus obsutus) z podrodziny Tachyporinae

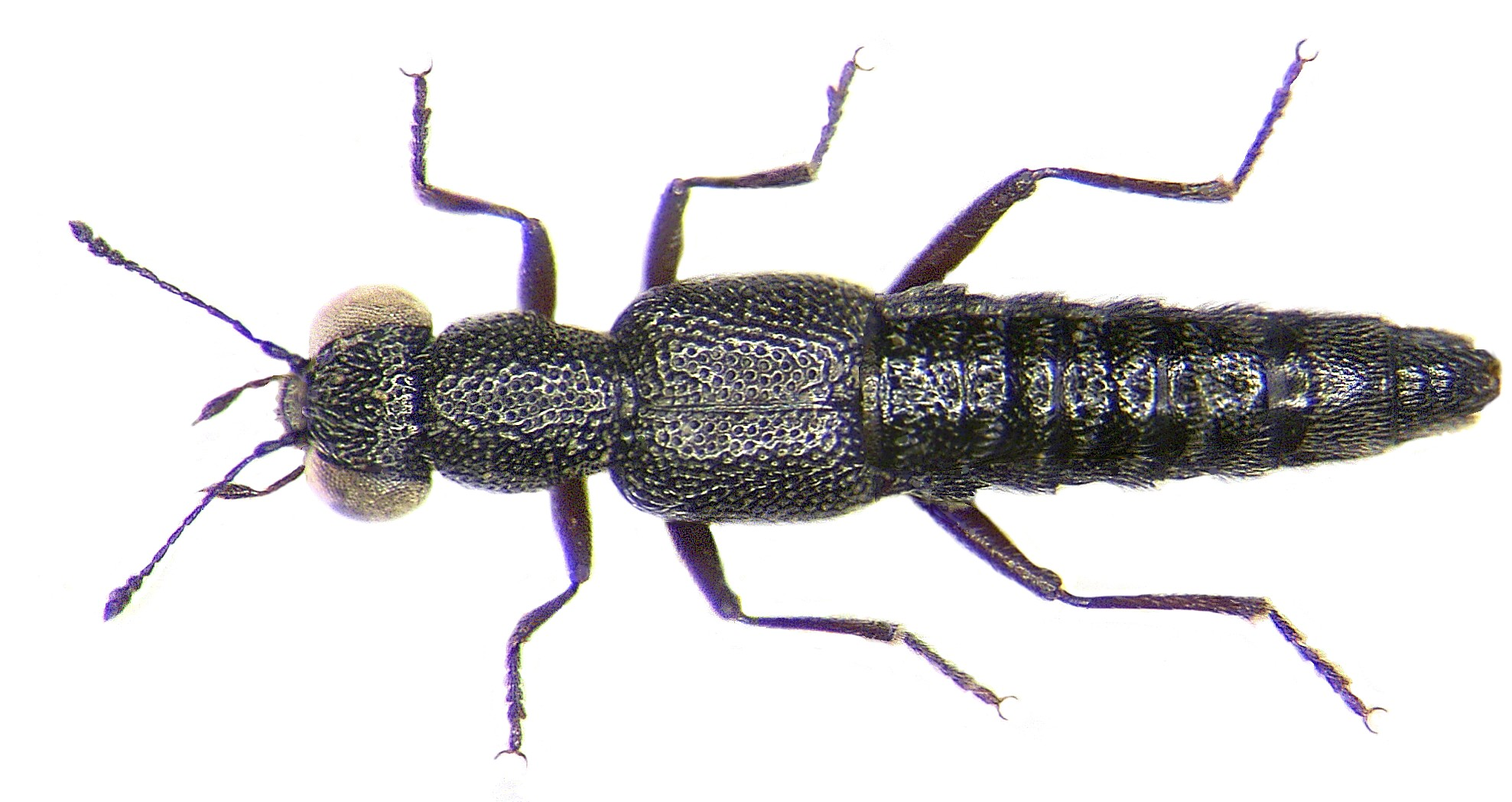
Stenus argus z podrodziny myśliczków

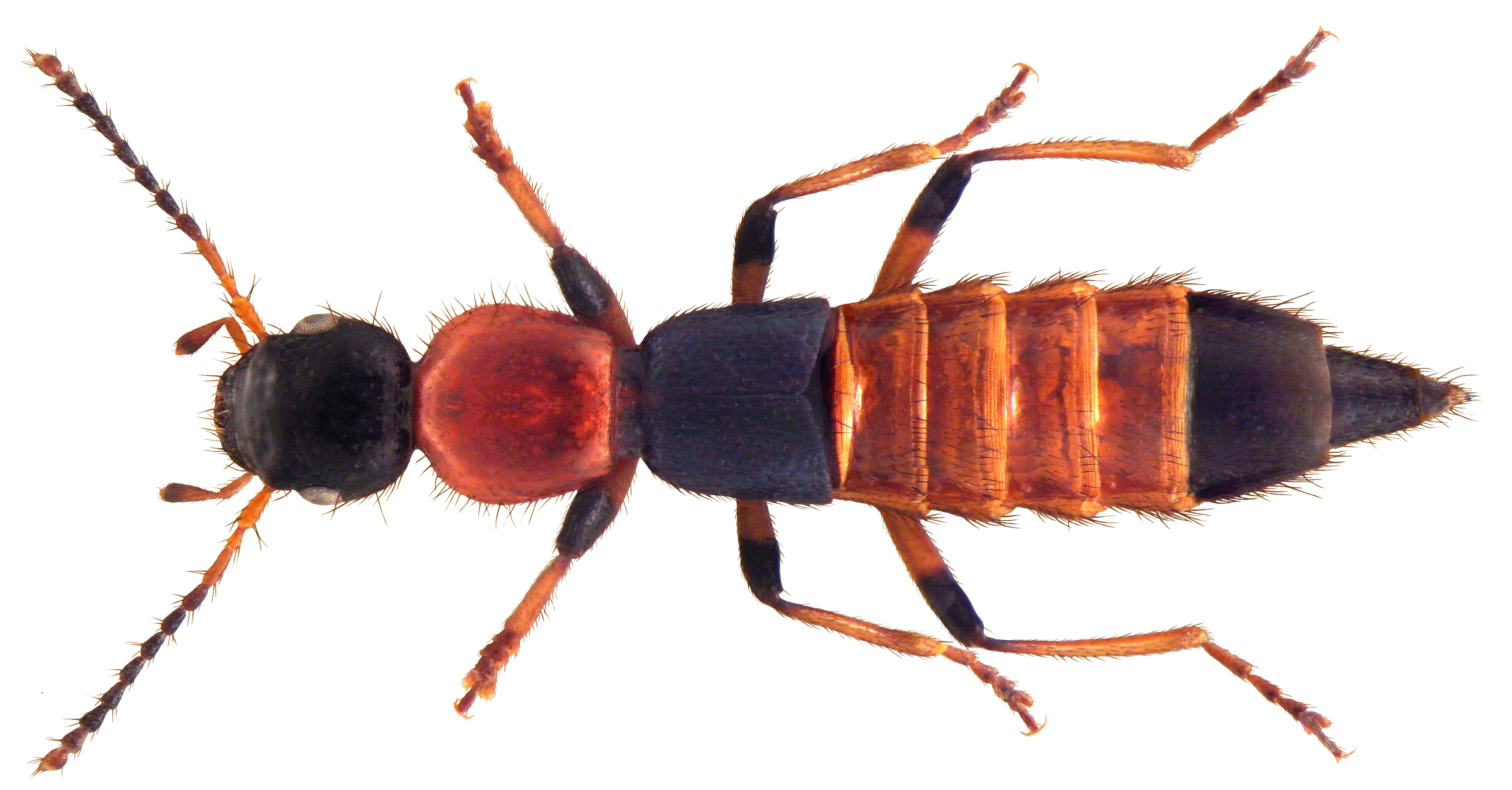
Paederus schoenherri z podrodziny żarlinków

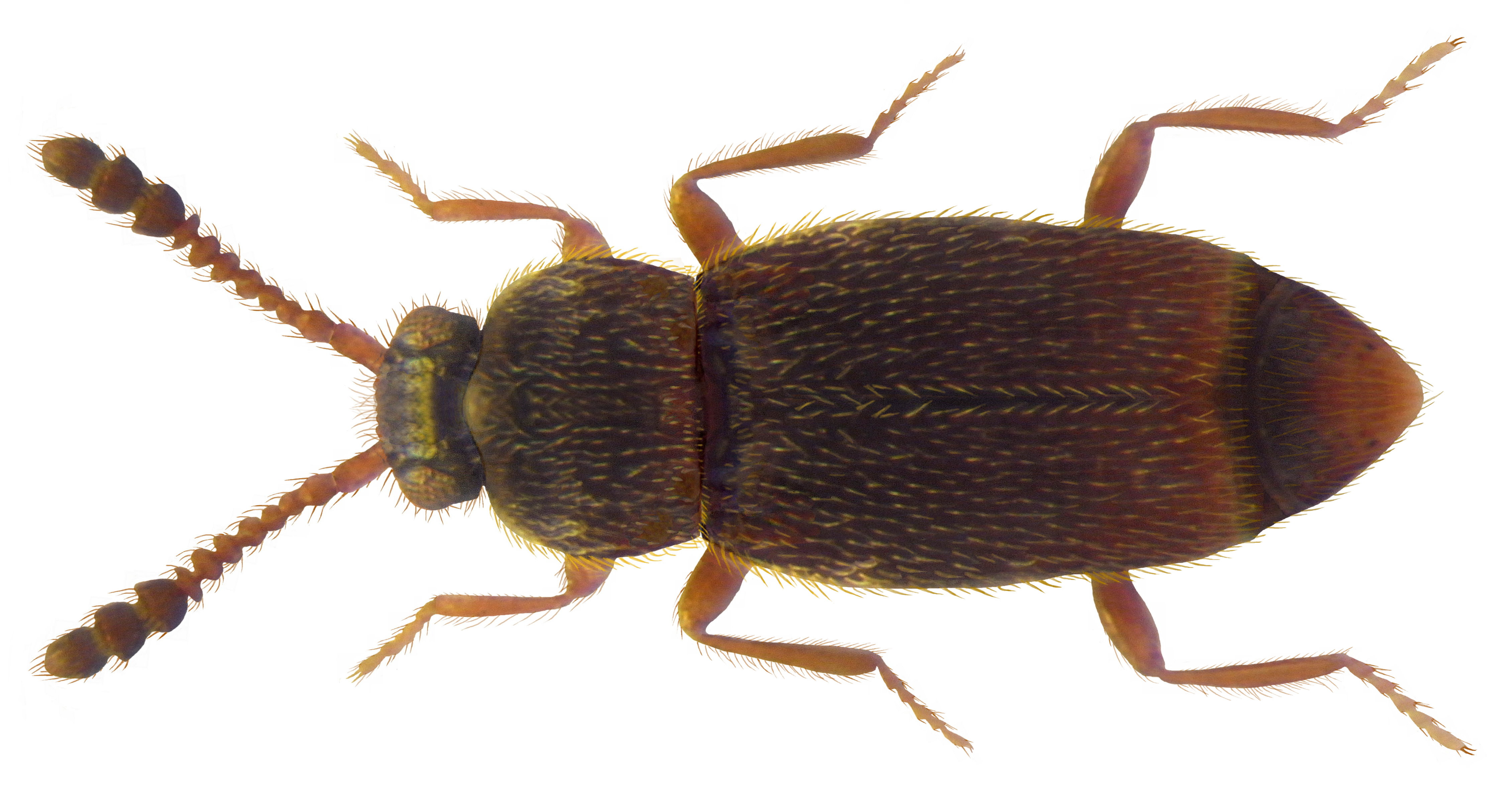
Euthia linearis z podrodziny Scydmaeninae

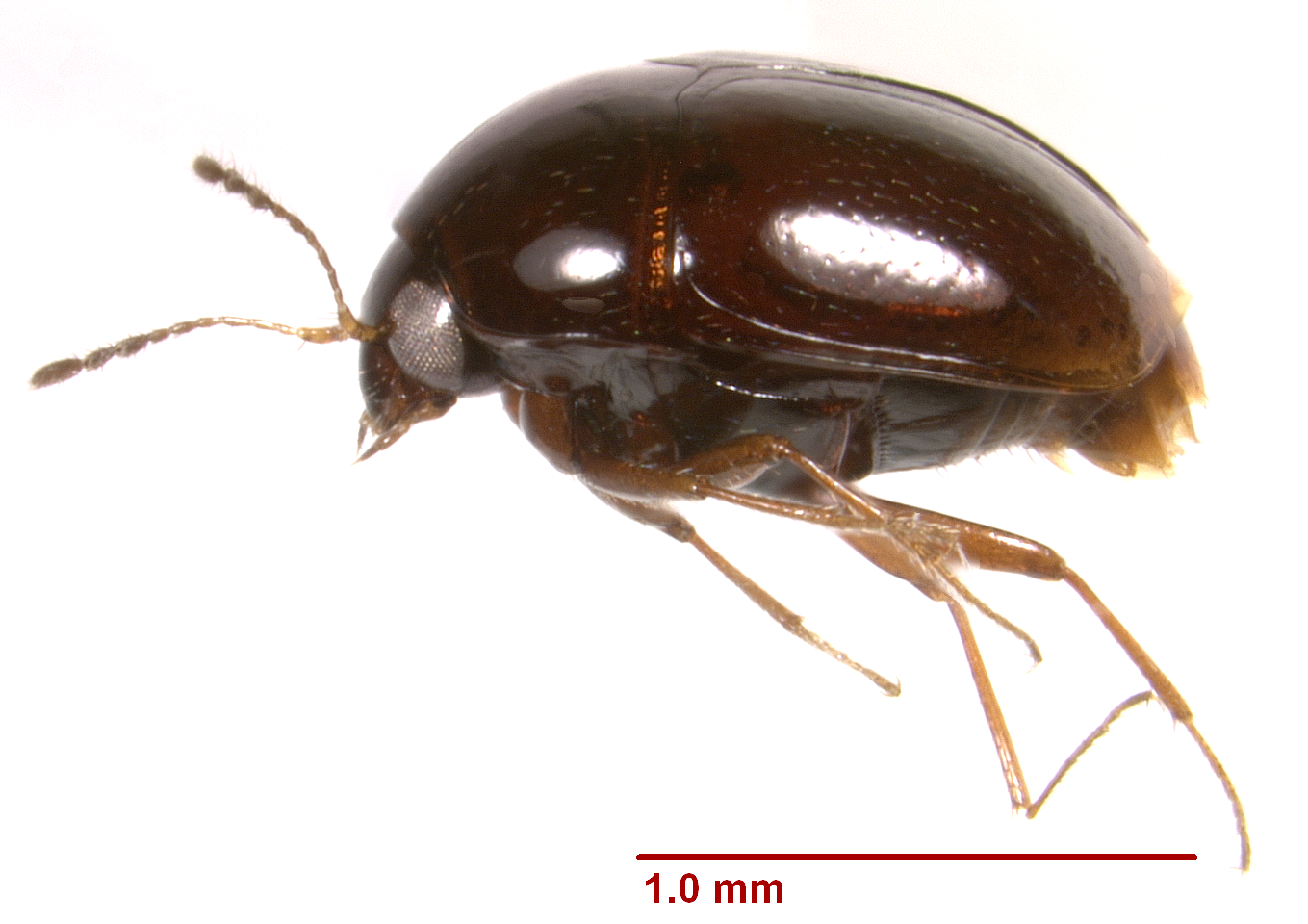
Baeocera z podrodziny Scaphidiinae

Kusakowate (Staphylinidae) – rodzina chrząszczy z podrzędu wielożernych i infrarzędu Staphyliniformia. Stanowią najliczniejszą w gatunki rodzinę zwierząt.

## Opis
Typowy kusakowaty ma wydłużone i spłaszczone ciało ze skróconymi twardymi pokrywami nie przykrywającymi wszystkich segmentów odwłoka, co jest przystosowaniem do środowiska, w którym żyją. Te wyraźnie skrócone pokrywy nakrywają tylko dwa pierwsze segmenty odwłoka.
Zazwyczaj są ciemno ubarwione z metalicznym połyskiem. Pokrywy zależnie od gatunku mogą być czerwone, brunatne, zielonkawe lub niebieskawe. Pod pokrywami będącymi przekształconą pierwszą parą skrzydeł znajdują się złożone błoniaste skrzydła. Istnieją gatunki, u których pokrywy nakrywają cały odwłok. Są bardzo ruchliwymi owadami posiadającymi silne nogi, dzięki którym bardzo szybko biegają. Przedplecze jest masywne przyjmujące kształt płaskiej lub wypukłej tarczy.
Charakterystyczną cechą kusakowatych jest to, że w czasie szybkiego poruszania trzyma ruchliwy odwłok zagięty do góry i skierowany na zewnątrz. Pozycja taka może ułatwiać ruch i być pozycją obronną naśladującą skorki i skorpiony. Niektóre zresztą zaatakowane mogą wytryskiwać drażniącą ciecz, a jeszcze inne mogą w ciele zawierać trującą substancję.
Osiągają rozmiary w przedziale od ok. 1 mm do 40 mm. Wszystkie larwy i większość dorosłych są higrofilami czyli organizmami wymagającymi do życia dużej wilgotności środowiska.
Ze względu na ich ukryty tryb życia i z reguły niewielkie rozmiary wiele gatunków czeka jeszcze na odkrycie. Oznaczanie poszczególnych gatunków stanowi jeden z najtrudniejszych elementów systematyki entomologicznej.

## Ekologia
Przedstawiciele tej najliczniejszej gatunkowo rodziny występują we wszystkich środowiskach na całej kuli ziemskiej zarówno w tropikach jak i w rejonach polarnych. Zajmują rozmaite środowiska. Żyją w próchnicy, w glebie, leśnej ściółce, pod pniami, pod korą drzew i na drzewach, w odchodach, w gniazdach ptaków i ssaków, w zbiorowiskach owadów społecznych jak mrowiska, w hubach drzewnych, w padlinie i innych ukrytych miejscach.
Większość jest drapieżnikami, ale wśród nich są też fitofagi, saprofagi i pasożyty. Są bardzo aktywne i stanowią ważny element w obiegu materii i energii leśnych ekosystemów. Spełniają też pożyteczną rolę w zwalczaniu wielu szkodników lasu, w tym larw korników, ponieważ przeważnie odżywiają się larwami owadów oraz innymi małymi bezkręgowcami.

## Rozprzestrzenienie i różnorodność
Kusakowate są najliczniejszą w gatunki rodziną owadów i jedną z najliczniejszych rodzin zwierząt. Według źródła z 2018 roku do rodziny tej należy ponad 63 657 opisanych gatunków.
Przedstawiciele rodziny występują na wszystkich kontynentach z wyjątkiem Antarktydy. Zasiedlają prawie wszystkie ekosystemy lądowe; od Arktyki po wilgotne lasy równikowe i od nabrzeży morskich po wiecznie ośnieżone piętro wysoko-alpejskie. 15 podrodzin rozsiedlonych jest kosmopolitycznie, a 10 prawie kosmopolitycznie. 9 podrodzin występuje tylko na półkuli północnej, a 5 jest endemicznych dla strefy umiarkowanej półkuli południowej. Do endemitów półkuli południowej należy w sumie 12 plemion i 460 rodzajów. 10 podrodzin jest liczniejszych gatunkowo w strefach tropikalnych, a Protopselaphinae występują tylko w nich. 5 podrodzin jest liczniejszych w strefach umiarkowanych. W Europie Środkowej odnotowano ponad 2250 gatunków, z czego z Polski wykazano występowanie 1 406 z 22 podrodzin.

## Systematyka
Współcześnie kusakowate podzielone są na 33 podrodziny:
- Glypholomatinae Jeannel, 1962
- Microsilphinae Crowson, 1950
- Omaliinae MacLeay, 1825 – świeżacinki
- Empelinae Newton et Thayer, 1992
- Proteininae Erichson, 1839 – protki
- Micropeplinae Leach, 1815 – rozstrzępki
- Neophoninae Fauvel, 1905
- Dasycerinae Reitter, 1887 – breloczki
- Protopselaphinae Newton et Thayer, 1995
- Pselaphinae Latreille, 1802 – marnikowate
- Phloeocharinae Erichson, 1839 – sośniczki
- Olisthaerinae Thomson, 1858 – podkorowce
- Tachyporinae MacLeay, 1825 – skorogonki
- Trichophyinae Thomson, 1858 – korkucie
- Habrocerinae Mulsant et Rey, 1876 – narożki
- Aleocharinae Fleming, 1821 – rydzenice
- Trigonurinae Reiche, 1866
- Apateticinae Fauvel, 1895
- Scaphidiinae Latreille, 1806 – łodziki
- Piestinae Erichson, 1839 – piesty
- Osoriinae Erichson, 1839 – walgierze
- Oxytelinae Fleming, 1821 – kozubki
- Oxyporinae Fleming, 1821 – pogrzybnice
- Megalopsidiinae Leng, 1920
- Scydmaeninae Leach, 1815 – balinki
- Steninae MacLeay, 1825 – myśliczki
- Euaesthetinae Thomson, 1859 – kiepurki
- Solieriinae Newton et Thayer, 1992
- Leptotyphlinae Fauvel, 1874
- Pseudopsinae Ganglbauer, 1895 – płaskusaczki
- Paederinae Fleming, 1821 – żarlinki
- Staphylininae Latreille, 1802 – kusaki
- †Protactinae Heer, 1847